# Altron
Altron est un studio de développement de jeux vidéo japonais fondé en 1983 et basé à Shinagawa, Tokyo.

## Ludographie
- 1991 : Paperboy (NES)
- 1991 : Super Sprint (NES)
- 1991 : The Untouchables (NES)
- 1992 : Home Alone (Super Nintendo, Game Boy)
- 1992 : The Hunt for Red October (Game Boy - Super Nintendo en 1993)
- 1992 : Tom and Jerry: The Ultimate Game of Cat and Mouse! (NES)
- 1992 : Tom and Jerry (Super Nintendo, Game Boy)
- 1993 : Attack of the Killer Tomatoes (Game Boy)
- 1993 : Super Slap Shot (Super Nintendo)
- 1993 : Little Magic (Super Nintendo)
- 1993 : Aguri Suzuki F-1 Super Driving (Super Nintendo, Mega Drive)
- 1994 : Tom and Jerry: Frantic Antics (Game Boy)
- 1994 : Olivia's Mystery (Super Nintendo)
- 1994 : Pink Panther Goes to Hollywood (Super Nintendo)
- 1994 : Ugoku E Ver. 2.0: Aryol (Super Nintendo)
- 1994 : Harley's Humongous Adventure (Super Nintendo)
- 1994 : The Chessmaster (Super Nintendo, Game Boy)
- 1994 : Lingo (Game Boy)
- 1995 : Missland (PlayStation)
- 1995 : Bass Masters Classic: Pro Edition (Super Nintendo)
- 1995 : Tadaima Wakusei Kaitakuchū! (PlayStation, Saturn)
- 1996 : Robo Pit (PlayStation, Saturn)
- 1996 : Mighty Hits (PlayStation, Saturn)
- 1996 : The Chessmaster 3-D (PlayStation)
- 1997 : City Bravo! (PlayStation)
- 1997 : Elf o Karu Monotachi (PlayStation, Saturn)
- 1997 : Robo-Pit 2 (PlayStation)
- 1997 : Elf o Karu Monotachi: Hanafuda Hen (PlayStation, Saturn)
- 1998 : Jung Rhythm (Saturn)
- 1998 : The New Chessmaster (Game Boy)
- 1998 : KO the Live Boxing (PlayStation)
- 1998 : Checkmate II (PlayStation)
- 1998 : Elf o Karu Monotachi II (PlayStation, Saturn)
- 1998 : Waku Waku Monster (Saturn)
- 1998 : Sorvice (Saturn)
- 1998 : Rox (PlayStation, Saturn - Game Boy Color en 1999)
- 1998 : Honkaku Hanafuda (PlayStation, Saturn)
- 1998 : Missland 2 (PlayStation)
- 1998 : Checkmate (Game Boy Color)
- 1999 : Backgammon (PlayStation, Game Boy Color)[1]
- 1999 : Mighty Hits Special (PlayStation)
- 1999 : Shin Honkaku Hanafuda (Dreamcast)
- 1999 : 64 Hanafuda: Tenshi no Yakusoku (Nintendo 64)[2]
- 1999 : Little Magic (Game Boy Color)
- 2000 : Honkaku Hanafuda GB (Game Boy Color)
- 2000 : Bust-A-Move 4 (Game Boy Color)
- 2000 : Colorful Logic (PlayStation)
- 2000 : City Bravo! Business Hen (PlayStation)
- 2000 : K.O.: The Pro Boxing (Game Boy Color)
- 2000 : Dexter's Laboratory: Robot Rampage (Game Boy Color)
- 2000 : Elevator Action EX (Game Boy Color)
- 2000 : Jet de Go!: Let's Go By Airliner (Game Boy Color)
- 2000 : Sgt. Rock: On the Frontline (Game Boy Color)
- 2000 : Bust-A-Move Millennium (Game Boy Color)
- 2001 : Colorful Logic 2 (PlayStation)
- 2001 : Puzznic (PlayStation)
- 2001 : Cleopatra Fortune (PlayStation, Dreamcast)
- 2001 : Colorful Logic 3 (PlayStation)
- 2001 : Pocky and Rocky with Becky (Game Boy Advance)
- 2001 : Hot Wheels: Burnin' Rubber (Game Boy Advance)
- 2002 : Hé Arnold ! le film (Game Boy Advance)
- 2002 : Virtua Tennis (Game Boy Advance)
- 2002 : The Fairly OddParents! Enter the Cleft (Game Boy Advance)
- 2003 : The Simpsons: Road Rage (Game Boy Advance)
- 2003 : Rocket Power: Zero Gravity Zone (Game Boy Advance)
- 2004 : Scooby-Doo 2: Monsters Unleashed (Game Boy Advance)
- 2004 : Le Monde de Nemo : L'aventure continue (Game Boy Advance, Nintendo DS)
- 2004 : Bob l'éponge et ses amis : La Photo en délire (Game Boy Advance)
- 2004 : Razbitume ! Restez branchés ! (Game Boy Advance)
- 2005 : Danny Fantôme : L'Ultime Ennemi (Game Boy Advance)
- 2005 : Tak: The Great Juju Challenge (Nintendo DS)
- 2005 : Bratz Rock Angelz (Game Boy Advance)
- 2005 : Zoo Tycoon DS (Nintendo DS)
- 2005 : Hi Hi Puffy AmiYumi: Kaznapped! (Game Boy Advance)
- 2006 : Alex Rider: Stormbreaker (Nintendo DS)
- 2006 : Danny Fantôme : La Jungle urbaine (Game Boy Advance, Nintendo DS)
- 2006 : Souris City (Game Boy Advance)
- 2007 : Bob l'éponge : Bulle en Atlantide (Game Boy Advance, Nintendo DS)
- 2007 : Il était une fois (Nintendo DS)
- 2008 : Zoo Tycoon 2 DS (Nintendo DS)
- 2008 : Bob l'éponge : Dessine ton héros (Nintendo DS)
- 2008 : Volt, star malgré lui (Nintendo DS)
- 2009 : Phinéas et Ferb, le film (Nintendo DS)
- 2009 : Là-haut (Nintendo DS)
- 2009 : SpongeBob's Truth or Square (Nintendo DS)
- 2009 : Jonas (Nintendo DS)
- 2010 : Sonny with a Chance (Nintendo DS)
- 2010 : Phineas and Ferb Ride Again (Nintendo DS)
- 2011 : Phineas and Ferb: Across the 2nd Dimension (Nintendo DS)
- 2012 : Transformers: Prime - The Game (Nintendo DS)
- 2013 : Disney Infinity: Toy Box Challenge (Nintendo 3DS)
- 2014 : Jukugo: Sokuhiki Jiten (Nintendo 3DS)[3]
- 2016 : Pirate Colony (iOS, Android)